# Kouznetsov NK-86
Le Kouznetsov NK-86 est un turboréacteur à faible taux de dilution produit par la société russe Kouznetsov. Il propulse l'Iliouchine Il-86. Version améliorée du Kouznetsov NK-8, le NK-86 développe une poussée de 28 000 lbf (125 kN).